# Vĩnh Long (provincie)
Vĩnh Long este o provincie în Vietnam. Capitala prefecturii este orașul Vĩnh Long.

## Județ
- Vĩnh Long
- Bình Minh
- Bình Tân
- Long Hồ
- Mang Thít
- Tam Bình
- Trà Ôn
- Vũng Liêm

1. ↑   (PDF) https://monre.gov.vn/VanBan/Lists/VanBanChiDao/Attachments/3012/b4.6_Signed.pdf Lipsește sau este vid: |title= (ajutor)
2. ↑   https://www.gso.gov.vn/en/px-web/?pxid=E0201&theme=Population%20and%20Employment Lipsește sau este vid: |title= (ajutor)
3. ↑   https://mabuuchinh.vn/ Lipsește sau este vid: |title= (ajutor)
4. ↑   http://postcode.vn/ Lipsește sau este vid: |title= (ajutor)